# Cérémonie de clôture des Jeux paralympiques d'hiver de 2018
La cérémonie de clôture des Jeux paralympiques d'hiver de 2018 a lieu le 18 mars 2018, à 20 heures (heure locale UTC+9).